# Le Poulain
Le Poulain was een van de eerste leveranciers van hulpmotoren in Frankrijk. 
De Poulain (het veulen) was net als Solex al in 1946 leverbaar. De motor zat boven het voorwiel en dreef dit aan met een carborundum rol. Er was geen koppeling maar het blokje kon met een hendel van de band worden gelicht. 
Later ging het bedrijf de meer bekende Poulain Constructeur-blokjes maken die in veel Franse bromfietsen toegepast werden, maar men maakte zelf ook lichte bromfietsen.